# Åke Hallgren
Åke Hallgren, född 21 augusti 1918, död 17 juni 2005, var en svensk friidrottare (tresteg). Han vann SM-guld i tresteg åren 1940, 1941 och 1945. I inledningen av sin karriär tävlade han för klubben Lidköpings IS, men övergick sedan till först Örgryte IS (1938 till 1939) och därefter först Hälleforsnäs IF (1940) och sedan IF Sleipner (från 1941).

## Personliga rekord
- Tresteg[5]:  15,10 (8 september 1940)